# ويليم توملينسون
ويليم توملينسون (بالإنجليزية: Willem Tomlinson)‏ هو لاعب كرة قدم بريطاني في مركز الوسط، ولد في 27 يناير 1998 في بيرنلي في المملكة المتحدة. لعب مع بلاكبيرن روفرز.

## وصلات خارجية
- ويليم توملينسون على موقع قاعدة بيانات كرة القدم.إي يو (الإنجليزية)
- ويليم توملينسون على موقع Soccerway.com (الإنجليزية)